# Segestes vittaticeps
Segestes vittaticeps är en insektsart som beskrevs av Carl Stål 1877. Segestes vittaticeps ingår i släktet Segestes och familjen vårtbitare. Inga underarter finns listade i Catalogue of Life.